# Epic Meal Time
Bouffe de malade au Québec – (Epic Meal Time) est une web-série débutée sur YouTube en octobre 2010 et conçue par un groupe montréalais anglophone dans laquelle ils font de la cuisine poussée à l'extrême. À l'instar de séries comme French food porn, Epic Meal Time est une satire des émissions de télévision culinaires significatives de l'engouement pour une nourriture ultra saine. Leurs ingrédients favoris sont le bacon et le Jack Daniel's. Les membres de ce groupe font des mets extravagants à base de viande ou de sucreries, copieux et riches en calories, avant de les manger avec passion.
Au Québec, la série est diffusée depuis le 27 janvier 2015 sur Ztélé. Toutefois, elle reste encore inédite dans les autres pays francophones.
Parmi leurs plus célèbres recettes peuvent notamment être citées le fastfood lasagna, un plat de lasagne composé de différents hamburgers et de bacon, et le Maximum Mac & Cheese, un plat à base de pâte et de fromage, bien gras comme à leur habitude.
En décembre 2012, Epic Meal Time a créé une série dérivée intitulée Epic Chef et inspirée par la série Chopped sur Food Network. Dans cette série, deux chefs s'affrontent et ont 45 minutes pour créer un repas à partir de trois ingrédients secrets à mélanger avec une mallette pleine de bacon et la boisson alcoolisée vedette du jour.

## Histoire
Le concept de la série Epic Meal Time est né alors qu'un ami filmait Harley Morenstein mangeant un hamburger de Wendy's contenant six boulettes de bœuf et dix-huit tranches de bacon avec la chanson thème de Terminator en fond sonore. Ils ont posté le tournage sur YouTube, où il a recueilli des milliers de vues. 
Ils ont alors filmé le premier épisode d'Epic Meal Time, intitulé The Worst Pizza Ever!. Il s'agit d'une « pizza fast-food » contenant du poulet pop-corn de KFC, un Wrap croquant suprême (taco) de Taco Bell, un Big Mac et des Chicken McNuggets de McDonald's, un Baconator et des frites de Wendy's, un Teen Burger (cheeseburger au bacon) et des rondelles d'oignon de A&W et une pizza au fromage. Le tout totalise 5 210 calories et 286 grammes de matière grasse. L'épisode est posté sur Youtube le 17 octobre 2010. Le 17 octobre 2011, un an après la première vidéo, ils refont leur premier repas mais cette fois-ci en tant que gâteau.

## Épisodes
Depuis plusieurs années, sauf périodes exceptionnelles, l'équipe a l'habitude de sortir une vidéo classique le mardi et une vidéo de tutoriel culinaire nommée Handle it le vendredi.
La vidéo la plus vue jusqu'à 2017 est celle des Fast Food Lasagna (lasagnes avec 45 hamburgers de fast-food) de 2011 avec 29 millions de vues, suivie du TurBaconEpic Thanksgiving (plusieurs viandes de volailles dans un cochon) de 2010 avec 18 millions de vues. La vidéo présentant le plat le plus calorifique est celle présentant les lasagnes à un million de calories, sortie fin 2016. En octobre 2015 est sortie une vidéo d'adieux présentée comme le dernier épisode du show, même si l'émission reprit normalement le mardi suivant.

## Déroulement

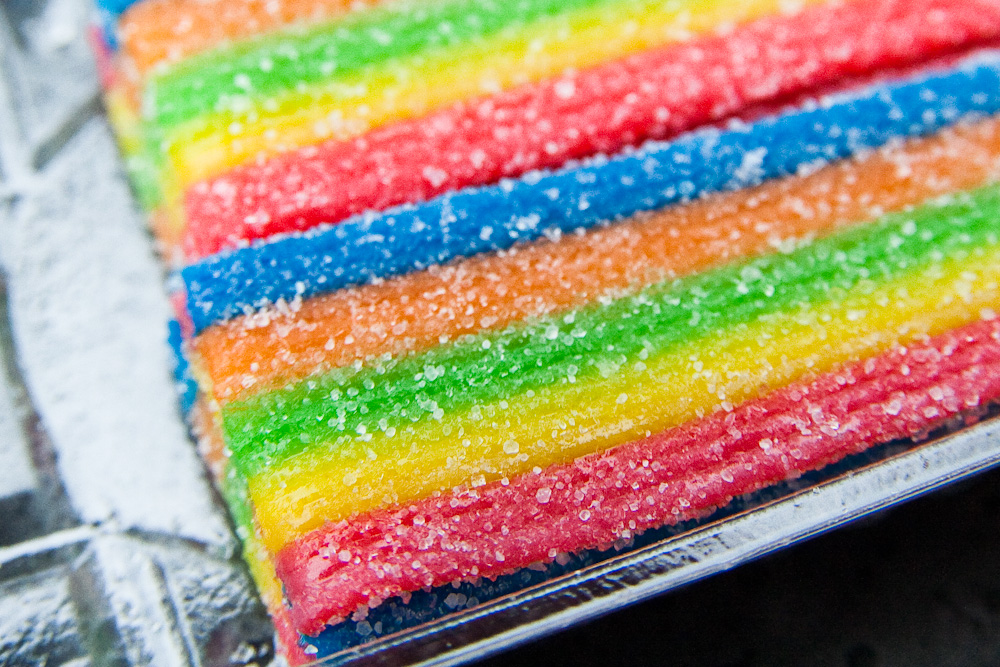
Les AirHeads Xtremes Sweetly Sour Belts sont surnommés « gay bacon strips » dans Epic Meal Time.

Chaque épisode est présenté par Morenstein. Ses jurons sont censurés par des cris d'oiseaux, ces cris ayant évolué au fur et à mesure de l'évolution du programme. Les épisodes sont filmés avec un appareil photographique reflex numérique Canon 7D. L'épisode débute en présence de Morenstein, d'autres membres d'Epic Meal Time, et occasionnellement des invités, cuisinant eux-mêmes le repas. Les repas sont souvent composés de viande, de boissons alcoolisées (souvent du whisky Jack Daniel's) et de tranches de bacon. Dans plusieurs épisodes, pour chaque composant ajouté, il y a un compteur pour les calories et la masse de gras. Dans l'épisode Maximum Protein Experience, un compteur pour les protéines est ajouté. Dans les épisodes qui concernent les bonbons et non la viande, les tranches de bacon sont remplacées par des AirHeads Xtremes Sweetly Sour Belts, surnommés « gay bacon strips » du fait de leur couleur arc-en-ciel. De jolies jeunes filles étaient habituellement présentes dans les premières vidéos, renforçant ainsi l'aspect gangsta donné à la série et renvoyant à la culture de l'équipe.
L'épisode se termine avec un groupe de personnes qui mangent le repas, souvent grossièrement avec leurs mains. L'équipe met un point d'honneur à manger entièrement tous les plats cuisinés lors des épisodes. Morenstein conclut avec un « Next time », annonçant ce que le groupe mangera la prochaine fois. En réalité, il donne un nom de plat selon l'inspiration du moment et sans rapport avec le sujet de l'émission. Par exemple, dans un épisode, il dit « Next time, we eat Kevin with Bacon. »,.

## Équipe

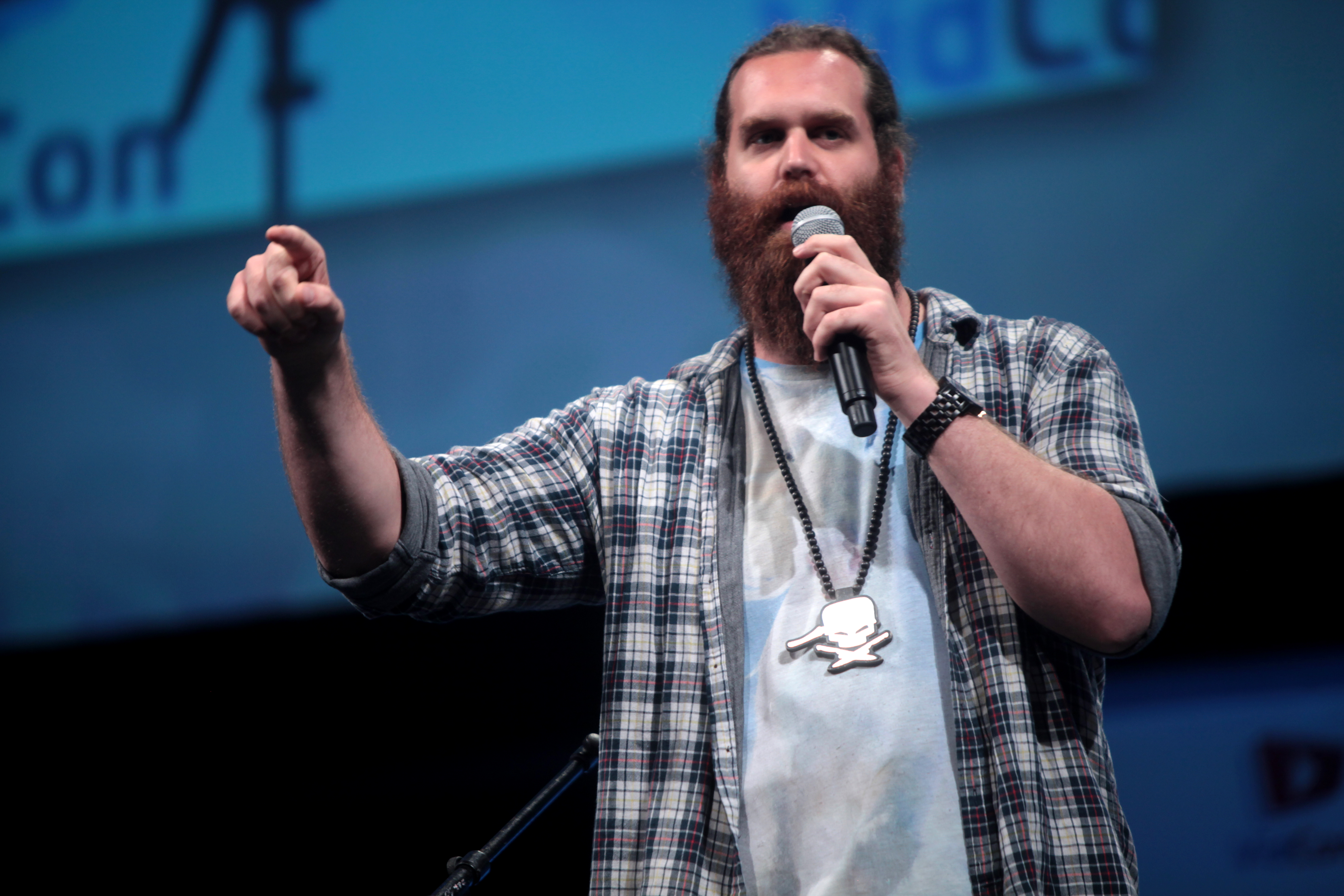
Harley Morenstein intervenant au VidCon le 28 juin 2014.

L'équipe d'Epic Meal Time est composée d'hommes dans la vingtaine. Le présentateur, Harley Morenstein (né le 20 juillet 1985), a créé l'émission avec son ami Sterling Toth,.
Morenstein, aussi appelé Sauce Boss (le roi de la sauce), était enseignant dans une école secondaire de Montréal en tant que suppléant. Sterling Toth est le caméraman de l'émission. Dans les premières années, le plus fréquemment impliqué dans l'émission est Alex Perrault, un entraîneur personnel surnommé « Muscles Glasses » et connu pour ses lunettes de soleil d'aviateur (Ray-Ban Aviator). David Heuff, Tyler Lemco, Josh Elkin et Ameer Atari, étudiants de l'Université Concordia, apparaissent fréquemment dans l'émission. Evan Rimer est leur partenaire de production. 
D'autres ont fait une apparition surprise dans les épisodes, comme l'artiste de musique électronique Deadmau5, le 3 mai 2011, dans l'épisode Cheesy Grilled Cheese Tower. La chanteuse Lights est invité le 28 juin 2011 dans Fast Food Meatloaf. Le youtuber « FPSRussia » apparaît le 18 juillet 2011 dans Russian Meal Time. Pour le premier anniversaire de l'émission, le skateboarder Tony Hawk essaye le Fast Food Pizza Cake, un remake du pizza fast-food du premier épisode. Le duo Smosh apparaît le 15 novembre 2011 dans Super Pastry Cake.
En 2013, Alex Perrault alias « Muscles Glasses » et Tyler Lemco quittent l'émission en évoquant des dissensions avec Morenstein, notamment à propos de la gestion de la marque « Epic Meal Time ».